# ماکسیمیلیان دو بتون
ماکسیمیلین دو بتون، دوک سولی (به فرانسوی: Maximilien de Béthune) نویسنده قرن شانزدهم میلادی اهل فرانسه است.
ماکسیمیلین دُبتون بارن دُ رسنی دوک دُ وزیر هانری چهارم پادشاه فرانسه (متولد سال ۱۵۵۹ در کاخ رسنی و متوفی ۱۶۴۱ م.). وی مردی دلیر و نیکخو و کارآمد بود. بعد از جنگهایی که در رکاب هانری چهارم کرد مشاور و وزیر او گردید، مالیه را اداره کرد و کشاورزی را حمایت نمود. در کشور، جاده ها و قنوات احداث و توپخانه ای ایجاد کرد. بودجه ای بوجود آورد و مالیات را انتظام بخشید. کتاب قابل توجهی بنام اقتصادیات شاهی تألیف کرد.